# Demain nous divorçons
Pour plus de détails, voir Fiche technique et Distribution.
Demain nous divorçons est un film français réalisé par Louis Cuny et sorti en 1951.

## Fiche technique
- Réalisation : Louis Cuny
- Scénario : Jacques Constant
- Dialogue : Jacques Constant
- Décors : René Renoux
- Photographie : Robert Juillard
- Son : Robert-Jean Philippe
- Montage : Pierre Jalluad
- Musique : Louiguy
- Production : Louis Cuny
- Sociétés de production : Celia-Films  et Discina
- Direction de production : François Carron
- Pays :  France
- Format : Noir et blanc - 1,37:1 - 35 mm - Son mono
- Genre : Comédie
- Durée : 85 minutes
- Date de sortie :	
  - France : 2 février 1951
- Affiche : René Péron (France)

## Distribution
- Sophie Desmarets : Colette Blanchet
- Jean Desailly : Max Blachet
- Armand Bernard : Saturnin
- Raphaël Patorni : Me Édouard Vermorel
- Denise Grey : Mme Tourelle
- Jean Gaven : Johnny Buck
- Suzet Maïs : Tati
- Christine Jaubert : Jeanne
- Mag-Avril : Marie Robin
- Albert Michel : Le valet de chambre
- Claudette Falco : Maggy
- Magali Noël : Jeanne Tourelle
- Lita Recio : La chanteuse
- Jean-Louis Allibert : Le client
- Fabien Loris : Roberto
- Sacha Briquet
- Josée Ariel